# Luftkølet motor
En Luftkølet motor er en motor, der afkøles ved hjælp af luftkøling, der finder sted ved, at der cirkuleres luft direkte over motorens kølefinner eller over varme områder på motoren. Finnerne trækker varme væk fra motoren og udstråler varmen. Når køretøjet er i bevægelse er finnerne designet til at lade luften løbe langs finnerne for at sprede mest mulig varme. Luftkølingen kan forstærkes med en ventilator, der øger luftgennemstrømningen over finnerne